# Farthingstone
Farthingstone es un pueblo y una parroquia civil del distrito de Daventry, en el condado de Northamptonshire (Inglaterra).

## Demografía
Según el censo de 2001, Farthingstone tenía 179 habitantes (86 varones y 93 mujeres). 20 de ellos (11,17%) eran menores de 16 años, 149 (83,24%) tenían entre 16 y 74, y 10 (5,59%) eran mayores de 74. La media de edad era de 46,33 años. De los 159 habitantes de 16 o más años, 42 (23,46%) estaban solteros, 97 (54,19%) casados, y 20 (11,17%) divorciados o viudos. 102 habitantes eran económicamente activos, todos ellos empleados. Había 75 hogares con residentes y 3 eran alojamientos vacacionales o segundas residencias.
| 230                         | 207 | 265 | 293 | 315 | 307 | - | - | 309 | 308 | 227 | 223 | 221 | 177 | - | 174 | 145 |
| (Fuente: Vision of Britain) |     |     |     |     |     |   |   |     |     |     |     |     |     |   |     |     |